# Fernando Bayardo Bengoa
Fernando Bayardo Bengoa (* 1923; † 31. Oktober 1987) war ein uruguayischer Politiker und Hochschullehrer.

## Leben
Der promovierte Fernando Bayardo Bengoa war Generalstaatsanwalt von Uruguay („Procurador General de la Nación“). 1960 wurde er zunächst zum „Profesor Agregado“ an der Universidad de la República bestellt und übernahm zwei Jahre später ein Amt als Universitätsprofessor. 1979 gründete er das Instituto Uruguayo de Derecho Penal (Uruguayisches Institut für Strafrecht), dessen Direktor er auch bis 1984 war. In jenem Jahr schied er auch als Professor der rechtswissenschaftlichen Fakultät aus dem Dienst. Seitens der Universidad de Buenos Aires erhielt Bayardo Bengoa die Ehrendoktorwürde. Im Laufe seiner wissenschaftlichen Laufbahn publizierte er auch umfangreich. Dazu gehören das elf Bände umfassende, zwischen 1962 und 1978 erschienene Derecho Penal Uruguayo (Uruguayisches Strafrecht).
Bayardo Bengoa war unter Präsident Aparicio Méndez während der zivil-militärischen Diktatur in Uruguay vom 27. Januar 1977 bis zum 31. August, nach anderen Quellen bis zum 1. September 1981, Justizminister im neugeschaffenen Justizministerium.

## Veröffentlichungen (Auswahl)
- Sobre delitos sexuales, 1957
- Teoría del acto, 1958
- La tutela penal del secreto, 1961
- Temas de Derecho Penal Uruguayo, 1962
- Situaciones comerciales con proyección penal, 1965
- Delitos contra la propiedad, 1965
- Delitos Económicos en la Ley Especial, 1974
- Protección penal de la Nación, 1975
- Los derechos del hombre y la defensa de la Nación, 1977
- Derecho Penal Militar Uruguayo, 1980
- Dogmática jurídico penal, 1983